# ودنسویل
شهر ودنسویل در بخش اورژان در کنار دریاچه زوریخ، در ایالت زوریخ در کشور سوئیس واقع شده‌است که ۱۹٬۳۰۰ نفر جمعیت دارد.